# Currie Cup Premier Division 2002
La Currie Cup Premier Division de 2002 fue la sexagésima cuarta edición del principal torneo de rugby provincial de Sudáfrica.
El campeón fue el equipo de Blue Bulls quienes obtuvieron su décimo noveno campeonato.

## Sistema de disputa
El torneo se disputó en formato liga donde cada equipo se enfrentó a los equipos restantes, luego los mejores cuatro clasificados disputaron semifinales y final.

## Clasificación
| Pos. | Equipo              | Encuentros | Encuentros | Encuentros | Encuentros | Tantos | Tantos | Tantos | PB | PB | Puntos |
| Pos. | Equipo              | PJ         | PG         | PE         | PP         | F      | C      | Dif    | BO | BD | Puntos |
| ---- | ------------------- | ---------- | ---------- | ---------- | ---------- | ------ | ------ | ------ | -- | -- | ------ |
| 1.º  | Natal Sharks        | 7          | 5          | 1          | 1          | 324    | 160    | +164   | 6  | 0  | 28     |
| 2.º  | Free State Cheetahs | 7          | 6          | 0          | 1          | 273    | 181    | +92    | 3  | 0  | 27     |
| 3.º  | Golden Lions        | 7          | 5          | 0          | 2          | 250    | 184    | +66    | 5  | 1  | 26     |
| 4.º  | Blue Bulls          | 7          | 5          | 1          | 1          | 225    | 136    | +89    | 2  | 1  | 25     |
| 5.º  | Western Province    | 7          | 3          | 0          | 4          | 228    | 239    | -11    | 2  | 2  | 16     |
| 6.º  | Pumas               | 7          | 2          | 0          | 5          | 213    | 298    | -85    | 4  | 2  | 14     |
| 7.º  | Griquas             | 7          | 1          | 0          | 6          | 134    | 316    | -182   | 2  | 1  | 7      |
| 8.º  | Valke               | 7          | 0          | 0          | 7          | 146    | 279    | -133   | 1  | 3  | 4      |

|  | Semifinalistas. |

### Semifinales
| 19 de octubre | Free State Cheetahs | 29 - 43 | Golden Lions | Estadio Free State, Bloemfontein |  |

| 19 de octubre | Natal Sharks | 19 - 22 | Blue Bulls | Kings Park Stadium, Durban |  |

### Final
| 26 de octubre | Golden Lions | 7 - 31 | Blue Bulls | Ellis Park, Johannesburgo |  |

| Bandera de Sudáfrica |
| Campeón Blue Bulls   |
| Décimo noveno título |